# 아무르급 잠수함

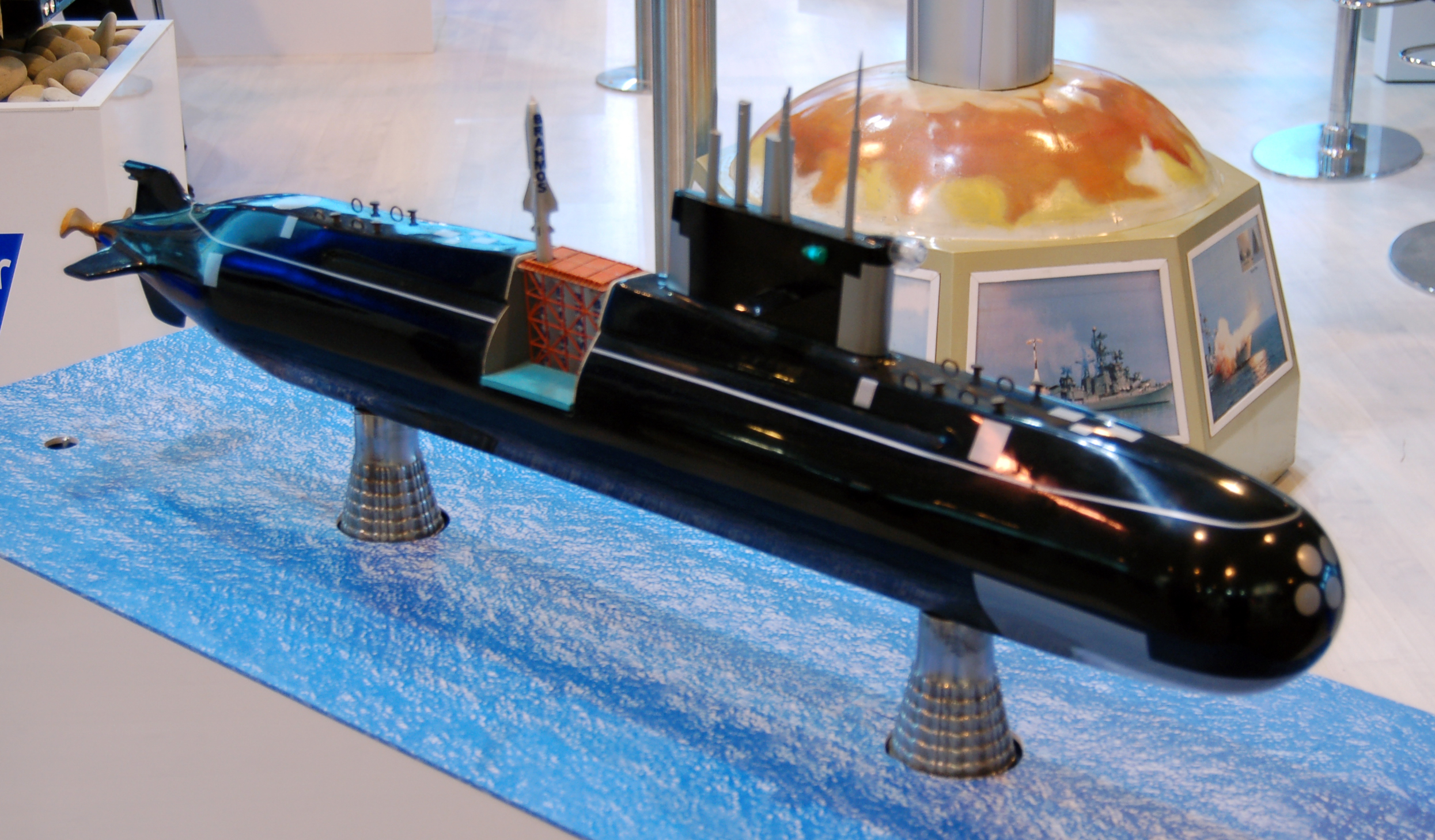

아무르급 잠수함은 러시아의 최신형, 4세대 디젤 잠수함이다. 라다급 잠수함의 수출형이라고 알려져 있다. 아무르-550, 아무르-750, 아무르-950, 아무르-1450, 아무르-1850의 5가지로서, 수상배수량 550톤에서 1,850톤까지 다양한 버전을 제안하고 있다. 기존의 3세대 디젤 잠수함인 수중배수량 4,000톤 킬로급 잠수함에서 진보된 기술을 사용한다.

## 대한민국
러시아는 1999년 아무르급을 한국에 수출하려고 하였다. 한국은 거절했다. 그리고 독일 HDW사로부터 수상배수량 1,700톤인 손원일급 잠수함을 수입했다. 독일은 역사상 최초로 독일의 잠수함 대형 건조 설비를 의회 승인까지 받고서, 한국의 현대중공업에 수출했다.

## 중국
2013년 중국은 아무르급 4척을 수입하기로 했다. 그런데 IDEX-2013 전시회에서 유안급 잠수함을 약간 작게 개량한 S20 잠수함을 공개했다. 중국의 수출형 디젤 잠수함 S20은 아무르-1850과 같은 수상배수량 1850톤이다.

## 이란
출처가 있는 여러 정황 정보들을 고려할 때, 2008년 건조한 1,200톤 카엠급 잠수함은 아무르-950, 2013년 건조중인 600톤 파테흐급 잠수함은 아무르-550의 이란 국내 생산이거나 기술을 일부 또는 전부 도입했을 가능성이 있다.

## 같이 보기
- 공격 잠수함